# San Domenico (Palermo)

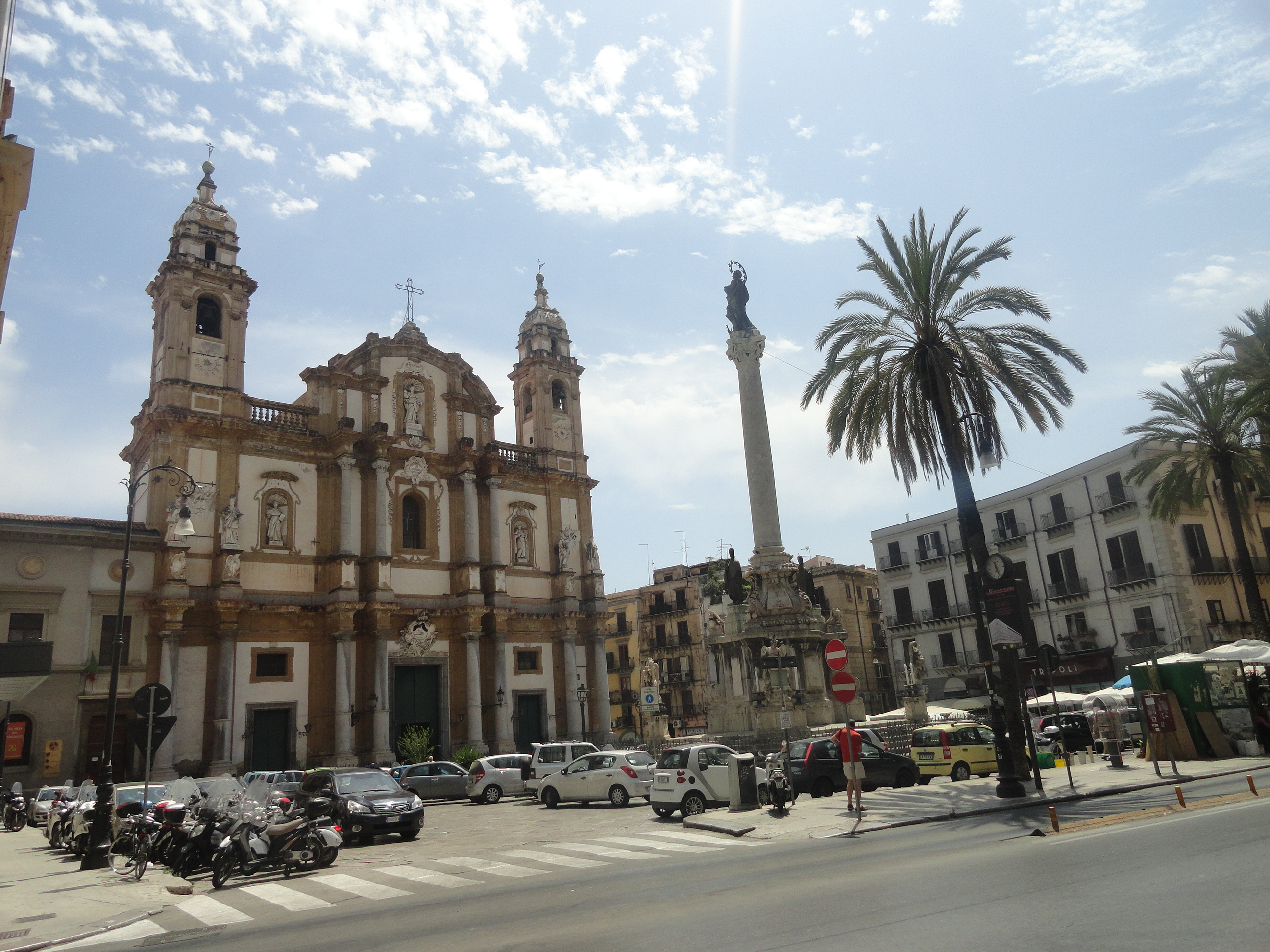
Piazza San Domenico

San Domenico ist eine Kirche der Dominikaner in Palermo auf Sizilien. Sie liegt an der Via Roma und der Piazza San Domenico.
Im Osten, an der Via Bambinai, befindet sich das zum Klosterkomplex der Dominikaner gehörende Oratorio del Rosario di San Domenico.

## Beschreibung

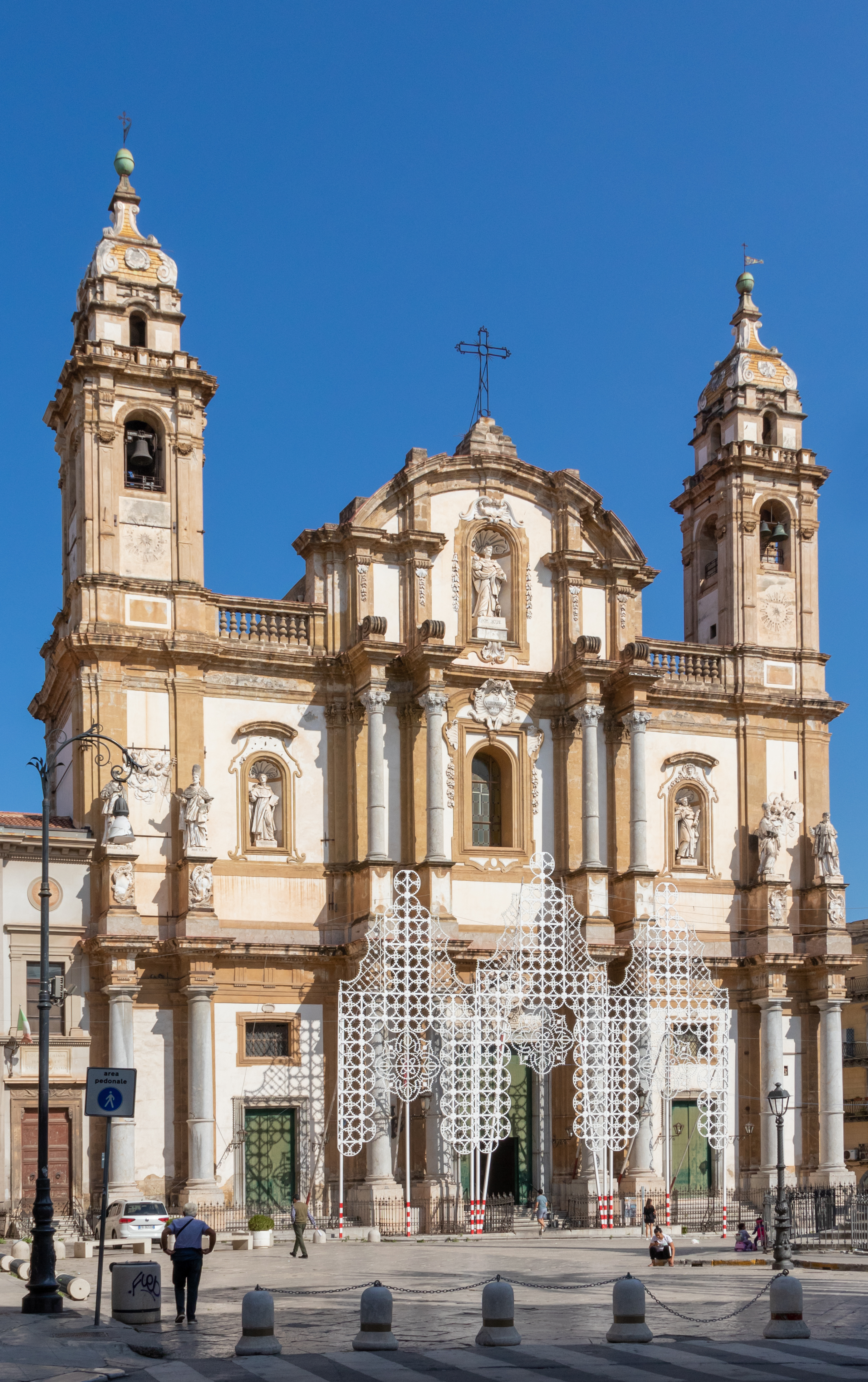
San Domenico (Palermo) Fassade

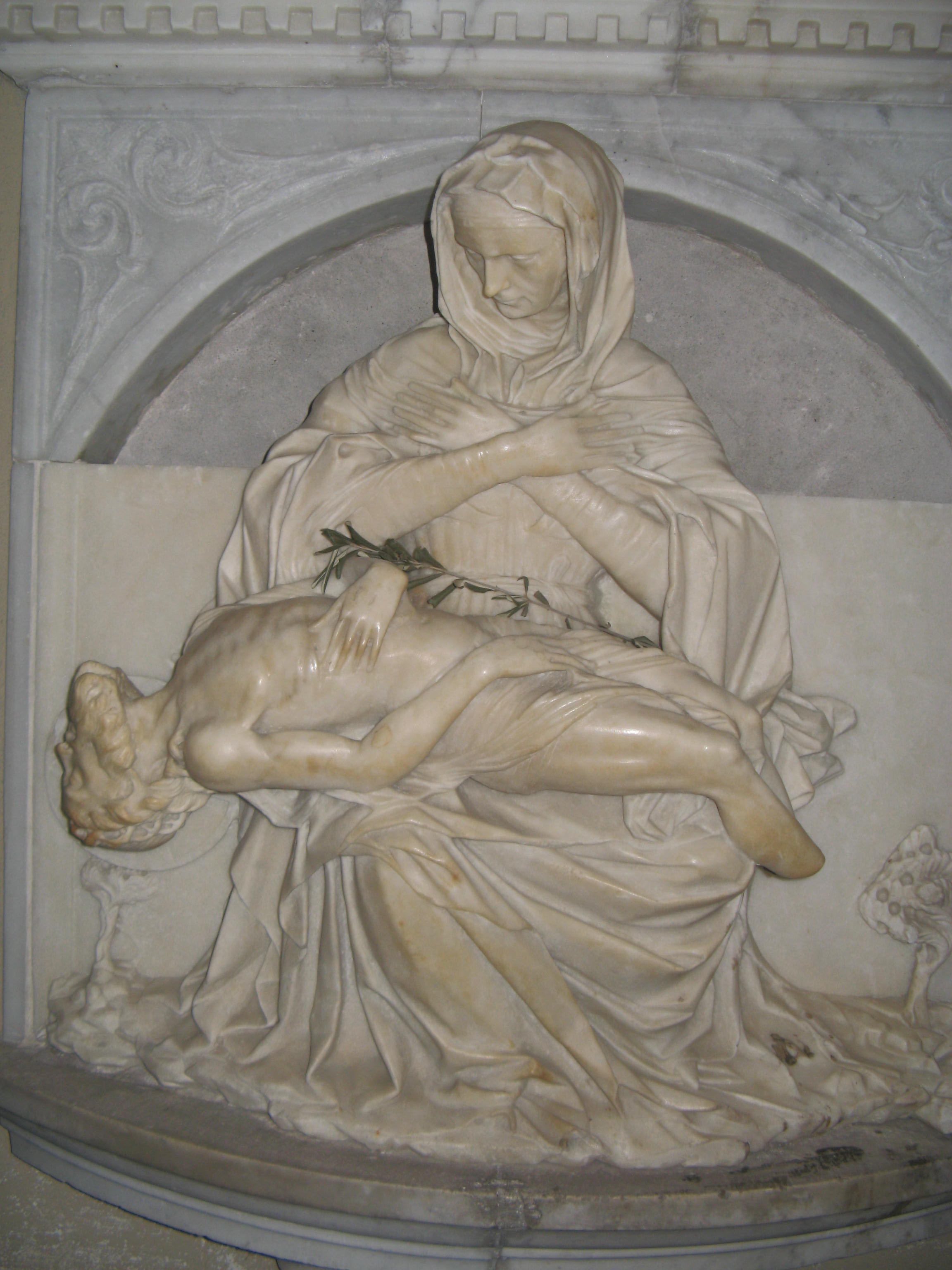
Chiesa San Domenico (Palermo) Pieta von Domenico Gagini

Der ersten Dominikanerkirche aus dem 13. Jh. im gotischen Stil folgte ein Renaissancebau von 1458 bis 1480, der zwischen 1637 und 1640 vom Dominikanerpater und Architekten Andrea Cirrincione erneuert wurde. Die zweitürmige Barockfassade von 1726 ist mit Statuen von heiligen Dominikanern (Thomas von Aquin (um 1225–1274), darüber der Hl. Dominikus (um 1170–1222) und dominikanischen Päpsten Innozenz V. (1276), Pius V. (1266–1272), Benedikt XI. (1303–1304) und Benedikt XIII. (1724–1730)) sowie mit Petrus versehen, die von Giovan Maria Serpotta, dem Urenkel von Giacomo Serpotta stammen.
Der von 16 Säulen geteilte dreischiffige Innenraum in Form eines lateinischen Kreuzes ist mit 88,92 × 34,68 m der größte Kirchenraum auf Sizilien. Der Altar beherbergt die Reliquien des palermitanischen heiligen Dominikaners Pietro Geremia.
Seit 1853 ist die Kirche, dank dem Schriftsteller Agostino Gallo als Pantheon die Grablege berühmter Sizilianer. So sind hier Michele und Emerico Amari, Francesco Crispi, sowie die Maler Pietro Novelli und Giuseppe Velasco bestattet.
In der Kirche befinden sich zahlreiche bedeutende Skulpturen und Gemälde.

## Skulpturen
- Domenico Gagini: „Pieta“
- Antonello Gagini: „Josef“, „S. Katharina von Siena“ (1527), „Verkündigung“, Fries mit Cherubim, Basrelief mit Heiliger Katherina, Hochrelief mit Pieta, Basrelief mit Sankt Hieronymus und ein reliefiertes Weihwasserbecken
- Gaspare Serpotta: Stuckfries mit Cherubinen
- Ignazio Marabitti: Denkmal für Domenico und Michele Scaro
- Antonio Canova: “Trinität”

Das monumentale Chorgestühl aus dem 18. Jahrhundert hinter dem Altar entstand nach Plänen des Dominikaners Giovanni Battista Ondars aus Walnussholz und die Rokokoorgel wurde 1781 gebaut.

## Gemälde
- Vito d’Anna:  „Schutzengel“ und „Gruppe betender Dominikaner“
- Giovanni Paolo Fondulli: „Kreuzigung mit Maria Magdalena und Thomas“ (1573)
- Giuseppe Velasco: „Der Heilige Vinzenz Ferrer“ (1787)
- Rosalia Novelli: „Maria mit Kind zwischen Joachim und Agnes von Montepulciano“
- Gaspare Vazzano: „Heiliger Dominikus in Ekstase vor dem Heiligen Kreuz“  (1603) „Sankt Hyazinth von Polen“ (um 1598) und „Szenen aus dem Leben des Heiligen Raimondo di Penafort“
- Vincenzo degli Azani da Pavia: „Maria übergibt Rosen an Sankt Dominik, umgeben von den Heiligen Christina, Ninfa, Vincent Ferrer und dem Stifterpaar“ (1540).
- Andrea Carrera: “Santa Rosalia” (nach 1670)